# Côte de Henripont
De Côte de Henripont  is een helling uit de Belgische provincie Henegouwen. De voet ligt in het centrum van het dorp Ronquières, bekend om zijn hellend vlak.

## Wielrennen
De helling is opgenomen in de Cotacol Encyclopedie met de 1.000 zwaarste beklimmingen van België.